# Iftar
Iftar (arap. إفطار‎‎; doslovno doručak) je večernji obrok tokom islamskog mjeseca ramazana, odnosno objed koji se uzima u prvi sumrak, neposredno nakon zalaska sunca. Iftarom se završava dan posta, a najčešće se praktikuje prije obavljanja večernje molitve akšam-namaza.

## Opis
Iftar je jedan od značajnijih karakteristika mjeseca ramazana i često se obavlja u sklopu zajednice, gdje se okuplja veći broj osoba kako bi zajedno okončali dan posta. Iftar se započinje odmah nakon nastupanja vremena akšama, odnosno nakon zalaska sunca ispod horizonta. Tradicionalno, ali ne i obavezno, iftar se započinje jedenjem tri ploda datule, jer se to smatra za sunet, tj. da je tako radio Božiji Poslanik Muhamed s.a.v.s. Mnogi muslimani smatraju da je izuzetno pobožno i dobro djelo nahraniti siromašne i ponuditi im iftar, što se takođe smatra za sunet.
Prilikom mrsenja, tj. samog početka iftara, muslimani uče sljedeću molitvu:
Allahume inni leke sumtu we bike amentu we alejke tewekkeltu we bi riskike eftartu - O Allahu, postio sam u Tvoje ime, vjerujem u Tebe, oslanjam se na Tebe i mrsim se Tvojom hranom

## Galerija
- Iftar na otvorenom u Egiptu
- Iftarski meni